# لو جور دالجيري (صحيفة)
لو جور دالجيري (بالفرنسية: Le Jour d'Algérie)‏ وتعني يوم الجزائر هي يومية جزائرية تصدر باللغة الفرنسية.

## وصلات خارجية
- الموقع الرسمي لجريدة لو جور دالجيري